# Толкин, Майкл
Майкл Толкин (англ. Michael Tolkin, род. 17 октября 1950[…], Нью-Йорк, Нью-Йорк) — американский писатель и сценарист. Лауреат премии Эдгара По (1993), премии BAFTA, премии PEN Center USA West, номинант премии Оскар за лучший адаптированный сценарий за фильм «Игрок», созданный по его одноимённому роману (1988) и номинант премии Эмми как автор сценария за сериал «Побег из тюрьмы Даннемора».

## Биография
Майкл Толкин родился в еврейской семье в Нью-Йорке. Его отец Мел Толкин был комедийным актёром, а мать — Эдит — юристом на киностудии.
Майкл Толкин познакомился со своей женой Венди в Бард-колледже в Нью-Йорке, где он учился. Позже она перевелась в Миддлбери-колледж в Вермонте и Майкл переехал вместе с ней. Он закончил учёбу в 1974 году. Венди Моугел — известный клинический психолог и автор книг. После свадьбы пара переехала в Лос-Анджелес, у них две дочери — Сюзанна и Эмма.

## Фильмография
- 1979 — Delta House (сценарист и автор, 3 эпизода) - американский ситком, созданный по мотивам комедии Джона Лэндиса «Зверинец»
- 1980 — Такси (англ. Taxi, автор, 1 эпизод) — комедийный сериал о вымышленной компании занимающейся перевозками пассажиров.
- 1982 — Gossip (соавтор) - фильм не был закончен[14]
- 1989 — Достигая невозможного (англ. Gleaming the Cube, сценарист)
- 1991 — Вознесение (англ. The Rapture)
- 1992 — Игрок (англ. The Player, автор и сценарист) — экранизация одноимённого романа Майкла Толкина, вышедшего в 1988 году[15].
- 1992 — Под прикрытием (англ. Deep Cover, автор и сценарист)
- 1994 — Новое время (англ. The New Age, режиссёр и сценарист)
- 1994 — Огненный сезон (англ. The Burning Season, сценарист)
- 1998 — Столкновение с бездной (англ. Deep Impact, сценарист)
- 2002 — В чужом ряду (англ. Changing Lanes, сценарист)
- 2009 — Девять (англ. Nine)
- 2014—2015 — Рэй Донован (англ. Ray Donovan, сценарист, 4 эпизода)
- 2018 — Побег из тюрьмы Даннемора (англ. Escape at Dannemora, создатель и сценарист)
- 2022 — Предложение (англ. The Offer, создатель и сценарист)

## Награды и номинации
| Год  | Премия                         | Фильм                     | Номинация                                   | Итог     |
| ---- | ------------------------------ | ------------------------- | ------------------------------------------- | -------- |
| 1992 | Оскар                          | Игрок                     | Лучший адаптированный сценарий              | Номинант |
| 1993 | Премия Эдгара Аллана По        | Игрок                     | Лучший фильм                                | Победа   |
| 1993 | BAFTA                          | Игрок                     | Лучший адаптированный сценарий              | Победа   |
| 1993 | PEN Center USA Award           | Игрок                     | Лучший сценарий                             | Победа   |
| 1993 | Золотой глобус                 | Игрок                     | Лучший сценарий                             | Номинант |
| 1993 | Премия Гильдии сценаристов США | Игрок                     | Лучший адаптивный сценарий                  | Победа   |
| 1995 | Эмми                           |                           | За выдающиеся личные достижения             | Номинант |
| 2019 | Эмми                           | Побег из тюрьмы Даннемора | Лучший сценарий, лучший оригинальный сериал | Номинант |